# Ottawa County, Michigan
Ottawa County är ett administrativt område i delstaten Michigan, USA. År 2010 hade countyt 263 801 invånare. Den administrativa huvudorten (county seat) är Grand Haven.

## Geografi
Enligt United States Census Bureau har countyt en total area på 4 227 km². 1 466 km² av den arean är land och 2 762 km² är vatten.

### Angränsande countyn
- Muskegon County - norr
- Kent County - öst
- Allegan County - söder
- Racine County, Wisconsin - sydväst
- Milwaukee County, Wisconsin - väst

## Städer och samhällen
- Allendale
- Beechwood
- Coopersville
- Ferrysburg
- Grand Haven (huvudort)
- Holland (delvis i Allegan County)
- Hudsonville
- Jenison
- Spring Lake
- Zeeland